# M.o.v.e
M.o.v.e (viết cách điệu là m.o.v.e hay M.O.V.E, và trước đây là move) là một ban nhạc Nhật Bản gồm ba thành viên: ca sĩ Yuri (Masuda Yuri (益田 祐里)), Motsu (Segawa Mototaka (瀬川 素公)) làm rapping, và nhà sản xuất T-Kimura (Kimura Takashi (木村 貴志)).
T-Kimura là người thành lập M.o.v.e và đến năm 1997, họ đã phát hành đĩa đơn đầu tay là "Rock it Down", nhưng nhạc phẩm gây tiếng vang cho ban nhạc là đĩa đơn kế tiếp, "Around the world", được sử dụng trong anime Initial D. Năm 2005, ban nhạc đổi tên bằng cách thêm ký tự viết tắt giữa các con chữ và hiện đang hợp tác với nhãn hiệu thu âm Avex Tune. Cùng năm đó, ban nhạc tổ chức chuyến lưu diễn tại Hoa Kỳ, nơi họ thể hiện tài năng trong hội nghị Anime USA ở miền Bắc bang Virginia.
Điểm nổi bật nhất của M.o.v.e có lẽ là phong cách sáng tác độc đáo của họ, với sự pha trộn giữa rock, rap, nhạc điện tử, metal và nhiều thể loại khác. M.o.v.e cũng được nhiều người biết đến khi đóng góp vào bộ phận âm nhạc của sê-ri Initial D, đặc biệt là các ca khúc dạo đầu và kết thúc của tác phẩm, bao gồm: "Around the world", "Rage your dream", "BREAK IN2 THE NITE", "Blazin' Beat", "Gamble Rumble", "DOGFIGHT", "Blast My Desire", "Nobody Reason" và "Noizy Tribe". Họ cũng trình bày bài hát chủ đề mở đầu "Drivin' Through the Night" của bộ anime Ikki Tousen, cũng như ca khúc kết thúc "Romancing Train" của anime Final Fantasy: Unlimited, và bài hát trong phần lời bạt của trò chơi điện tử Dynasty Warriors 2 do KOEI phát triển, "Can't Quit This!!!! ~KNOCK'EM OUT~ [SH FUNK MIX]"
Ngày 2 tháng 12 năm 2008, T-Kimura đăng trên website chính thức của M.o.v.e rằng anh sẽ tập trung vào khâu sản xuất, đồng nghĩa với việc hạn chế trình diễn trực tiếp. Ngày 10 tháng 4 năm 2009, M.o.v.e hợp tác với DJ T-Tashiro để thực hiện buổi hòa nhạc của họ trong hội nghị anime Kamikazecon II ở Houston, bang Texas; ban nhạc công bố rằng T-Kimura sẽ không xuất hiện trên sân khấu nữa.
Masuda Yuri là người lồng tiếng mẫu cho Vocaloid Lily của Internet Co., Ltd.

## Danh sách đĩa nhạc

### Đĩa đơn
1. "Rock It Down" (1 tháng 10 năm 1997)
2. "Around the World" (7 tháng 1 năm 1998)
3. "Over Drive" (18 tháng 3 năm 1998)
4. "Rage Your Dream" (13 tháng 5 năm 1998)
5. "Break in2 the Nite" (11 tháng 11 năm 1998)
6. "Platinum" (30 tháng 6 năm 1999)
7. "Blazin' Beat" (27 tháng 10 năm 1999)
8. "Words of the Mind (Brandnew Journey)" (19 tháng 1 năm 2000)
9. "Sweet Vibration" (19 tháng 7 năm 2000)
10. '"Gamble Rumble" (11 tháng 1 năm 2001)
11. "Super Sonic Dance" (13 tháng 6 năm 2001)
12. "Fly Me So High" (8 tháng 8 năm 2001)
13. "Come Together" (19 tháng 12 năm 2001)
14. "Romancing Train" (6 tháng 2 năm 2002)
15. "Future Breeze" (26 tháng 6 năm 2002)
16. "¡Wake Your Love!" (20 tháng 11 năm 2002)
17. "Burning Dance (And Other Japanimation Songs)" (25 tháng 6 năm 2003)
18. "Painless Pain" (3 tháng 9 năm 2003)
19. "Blast My Desire" (7 tháng 1 năm 2004)
20. "Dogfight" (26 tháng 5 năm 2004)
21. "Ghetto Blaster" (4 tháng 8 năm 2004)
22. "How to See You Again/Noizy Tribe" (13 tháng 1 năm 2005)
23. "Freaky Plant" (28 tháng 9 năm 2005)
24. "Disco Time" (26 tháng 10 năm 2005)
25. "Raimei (Out of Kontrol)" (雷鳴 ～out of kontrol～?) (23 tháng 11 năm 2005)
26. "Angel Eyes" (14 tháng 12 năm 2005)
27. "Systematic Fantasy/Good Day Good Time" (20 tháng 6 năm 2007)
28. "Speed Master" with 8-Ball (22 tháng 8 năm 2007)
29. "Dive into Stream" (2 tháng 7 năm 2008)
30. "Fate Seeker" (13 tháng 1 năm 2010)
31. "oveRtaKerS feat. Ryuichi Kawamura x SUGIZO" (11 tháng 5 năm 2011)

#### Phát hành thông qua iTunes Music Store USA
1. Dogfight — EP
  1. "Dogfight (English Version)"
2. Freaky Planet/Dogfight - Single
  1. "Freaky Planet (English Version)"
  2. "Dogfight (English Version)"
3. Vagabond/Noizy Tribe/Les Rhythms Digitals Mix - EP
  1. "Vagabond (English Version)"
  2. "Noizy Tribe (English Version)"
  3. "Les Rhythms Digitals Mix"
4. The Longest Movie/Cafe Roza Mad Professor Mix - Single
  1. "The Longest Movie"
  2. "Cafe Roza (For Johnny & Mary) (Mad Professor Mix)"

### Album

#### Album phòng thu
1. Electrock (24 tháng 6 năm 1998)
2. Worlds of the Mind (19 tháng 1 năm 2000)
3. Operation Overload 7 (15 tháng 2 năm 2001)
4. Synergy (27 tháng 2 năm 2002)
5. Decadance (10 tháng 9 năm 2003)
6. Deep Calm (28 tháng 1 năm 2004)
7. Boulder (26 tháng 1 năm 2005)
8. Grid (25 tháng 1 năm 2006)
9. Humanizer (21 tháng 1 năm 2009)
10. anim.o.v.e 01 (18 tháng 8 năm 2009)
11. Dream Again (3 tháng 3 năm 2010)
12. anim.o.v.e 02 (25 tháng 8 năm 2010)

#### Album remix
1. Remixers Play M.o.v.e (23 tháng 3 năm 2000)
2. Super Eurobeat Presents Euro Movement (29 tháng 11 năm 2000)
3. Hyper Techno Mix Revolution I (30 tháng 5 năm 2001)
4. Hyper Techno Mix Revolution II(25 tháng 7 năm 2001)
5. Hyper Techno Mix Revolution III (11 tháng 10 năm 2001)
6. TropicanTrops (28 tháng 8 năm 2002)
7. Fast Forward: Future Breakbeatnix (26 tháng 5 năm 2004)

#### Best album
1. M.o.v.e Super Tune: Best Selections (4 tháng 12 năm 2002)
2. Rewind: Singles Collection+ (24 tháng 3 năm 2004)
3. M.o.v.e 10th Anniversary Mega Best (3 tháng 10 năm 2007)

#### Live album
1. M.o.v.e 10 Years Anniversary Megalopolis Tour 2008 Live CD at Shibuya Club Quattro (19 tháng 3 năm 2008)

### Nhạc DVD
1. Move Super Tune: Best Selections (28 tháng 1 năm 2004)

### Video DVD
1. Overdose Pop Star (1 tháng 11 năm 2000)
2. 'Synergy Clips (13 tháng 3 năm 2002)
3. Future Breeze+Various Works (26 tháng 6 năm 2002)
4. ¡Wake Up Your! DVD (20 tháng 11 năm 2002)
5. Painless Pain DVD (3 tháng 9 năm 2003)
6. Blast My Desire (7 tháng 1 năm 2004)
7. Dogfight (26 tháng 5 năm 2004)
8. M.o.v.e 10th Anniversary Giga Best (3 tháng 10 năm 2007)
9. M.o.v.e 10 Years Anniversary Megalopolis Tour 2008 Live DVD at Shibuya Club Quattro' (19 tháng 3 năm 2008)

### Video VHS
1. Electrize (7 tháng 10 năm 1998)
2. Electrizm (1 tháng 11 năm 2000)